# آلتین‌تاش (روسیه)
آلتین‌تاش (انگلیسی: Altyntash) یک شهرک در شهرستان اوچالینسکی استان باشقیرستان کشور روسیه است.